# Wirwignes
Wirwignes település Franciaországban, Pas-de-Calais megyében. Lakosainak száma 743 fő (2022. január 1.). Wirwignes Baincthun, Crémarest, Desvres, Longfossé, Questrecques és Wierre-au-Bois községekkel határos.

## Népesség
A település népessége az elmúlt években az alábbi módon változott:
| Lakosok száma | 739  | 738  | 766  | 746  | 742  | 738  | 748  | 747  | 743  |
|               | 2013 | 2015 | 2016 | 2017 | 2018 | 2019 | 2020 | 2021 | 2022 |